# 艾氏黑胎䲁
艾氏黑胎䲁（學名：Ribeiroclinus eigenmanni），為輻鰭魚綱䲁形目胎䲁科黑胎䲁屬的一個種，種名是為了紀念魚類學家卡爾·H·艾根曼（Carl H. Eigenmann，1863-1927），分布於西大西洋巴西南部至阿根廷中部海域，深度可達17公尺，本魚體延長，體長可達9.2公分，棲息在海草生長底中層水域，雌魚產附著性卵，雄魚會守護卵，幼魚為浮游性，生活習性不明。